# Hällefors
Pour la commune, voir Hällefors (commune).
Hällefors est une localité de Suède dans la commune de Hällefors, dont elle est le chef-lieu, située dans le comté d'Örebro.
Sa population était de 4 549 habitants en 2019.